# Jingshanosaurus
Jingshanosaurus là một chi khủng long, được Zhang Y. H. & Yang Z. L. mô tả khoa học năm 1995.